# Aasiaat

Aasiaat (também denominada Ausiait; anteriormente Egedesminde, em dinamarquês), é a quinta maior cidade da Gronelândia. É também a sede do municipio de Qeqertalik.                                                                                                                       Está situada na pequena ilha de Aasiaat, localizada no sudoeste da baía de Disko, na costa oeste da ilha, e pertence ao grande arquipélago de Aasiaat, vulgarmente apelidado de “terra das mil ilhas”.

## Etimologia
Aasiaat é um nome gronelandês, significando “o lugar com aranhas“.

## História
Aasiaat foi fundada como entreposto comercial dinamarquês em 1759 por Nils Egede, que a batizou de Egedesminde em memória de seu pai, Hans Egede. Em 1763 a colónia foi deslocada para um outro local, mais favorável às trocas comerciais com os inuítes que habitavam a região.

## Geografia
A cidade está localizada na pequena ilha de Aasiat, com 7 km de comprimento e 3 km de largura. Pertence a um vasto arquipélago e tem uma vegetação modesta. 

## População
Com 3005 habitantes Aasiaat é a segunda maior cidade no município de Qeqertalik. Em 1991, tinha 3273 habitantes, em 2008 tinha 2853 habitantes subindo em 2009 e 2010. Em 2010 tinha 3005 habitantes.
 
O número de habitantes tem flutuado nas últimas duas décadas, vindo a decrescer cerca de 8% em relação à década de 1990 e, cerca de 7% em relação a década de 2000.

## Economia
A economia de Aasiaat está baseada na administração e nos serviços de saúde e educação, contando ainda com a pesca de camarão e caranguejo, as atividades portuárias e o turismo.

## Infraestrutura

### Educação
Aasiaat alberga uma das três escolas secundárias da Gronelândia e ainda uma escola para deficientes mentais.

## Transporte
Aasiaat dispõe do Porto de Aasiat (Aasiaat Havn), acessado pela companhia de navegação Arctic Umiaq Line, durante parte do ano.
A cidade também é servida pelo Aeroporto de Aasiaat com voos directos para Ilulissat e Kangerlussuaq e outras localidades na área da Baía de Disko, operados pela Air Greenland.

## Cultura
O Museu de Aasiaat (Aasiaat Museum) apresenta uma uma vasta coleção do período colonial dinamarquês.

- Museu de Aasiaat (Aasiaat Museum; Aasiaat Katersugaasiviat; 1978; Museu de história hocal da Gronelândia Ocidental)

## Personalidades ligadas a CIDADE
- Niels Egede  (1710-1782), fundador da cidade

## Galeria

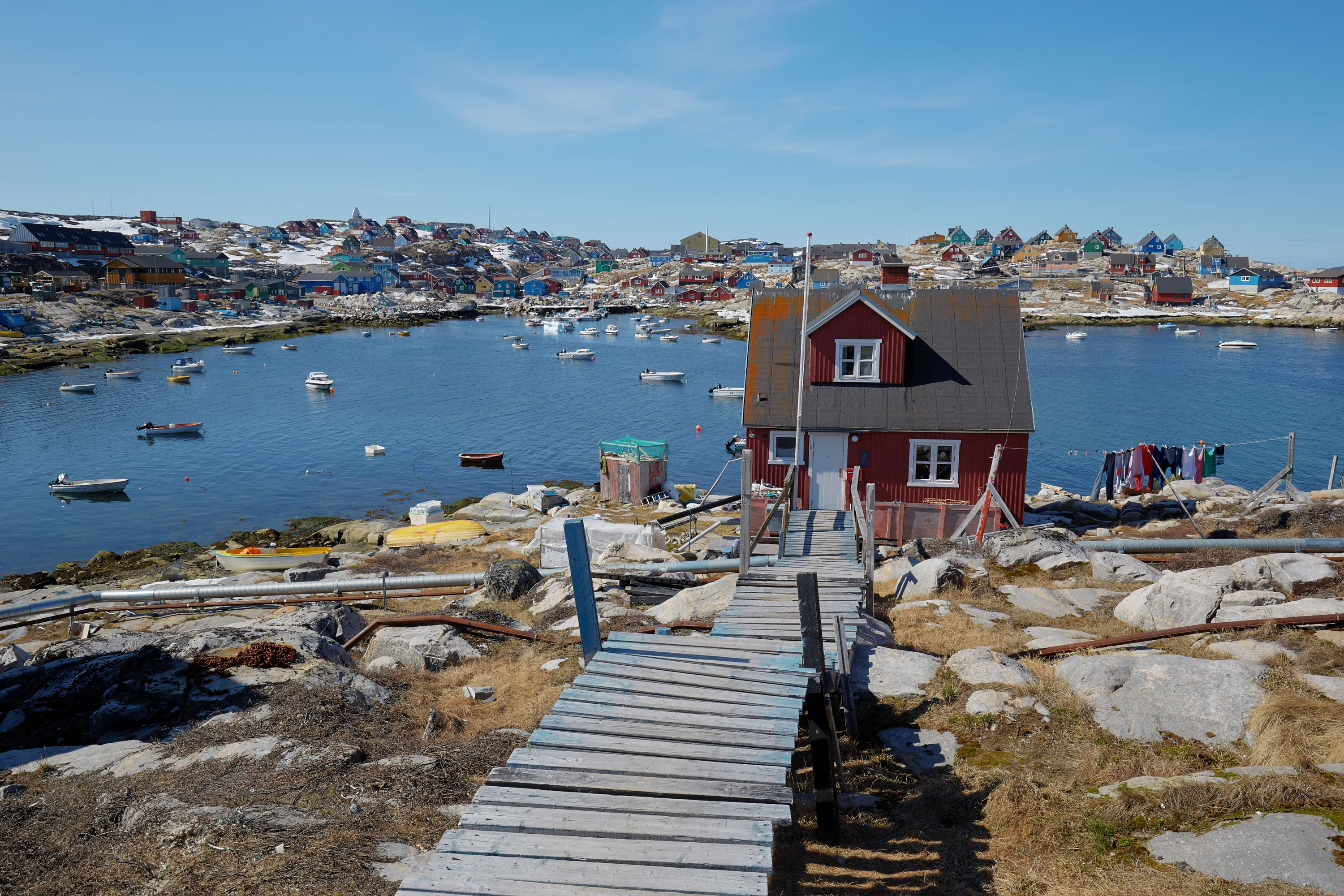
Vista da cidade
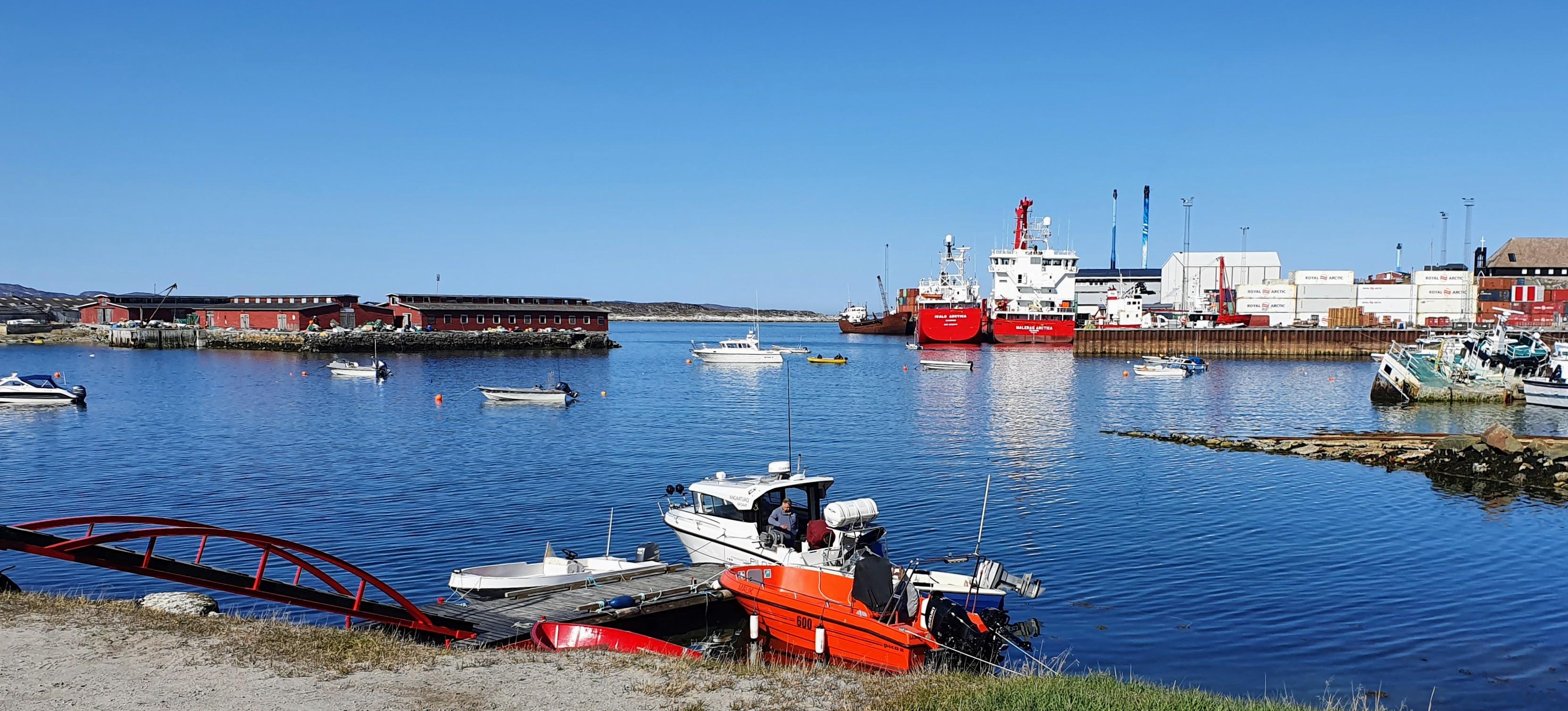
Porto de Aasiaat
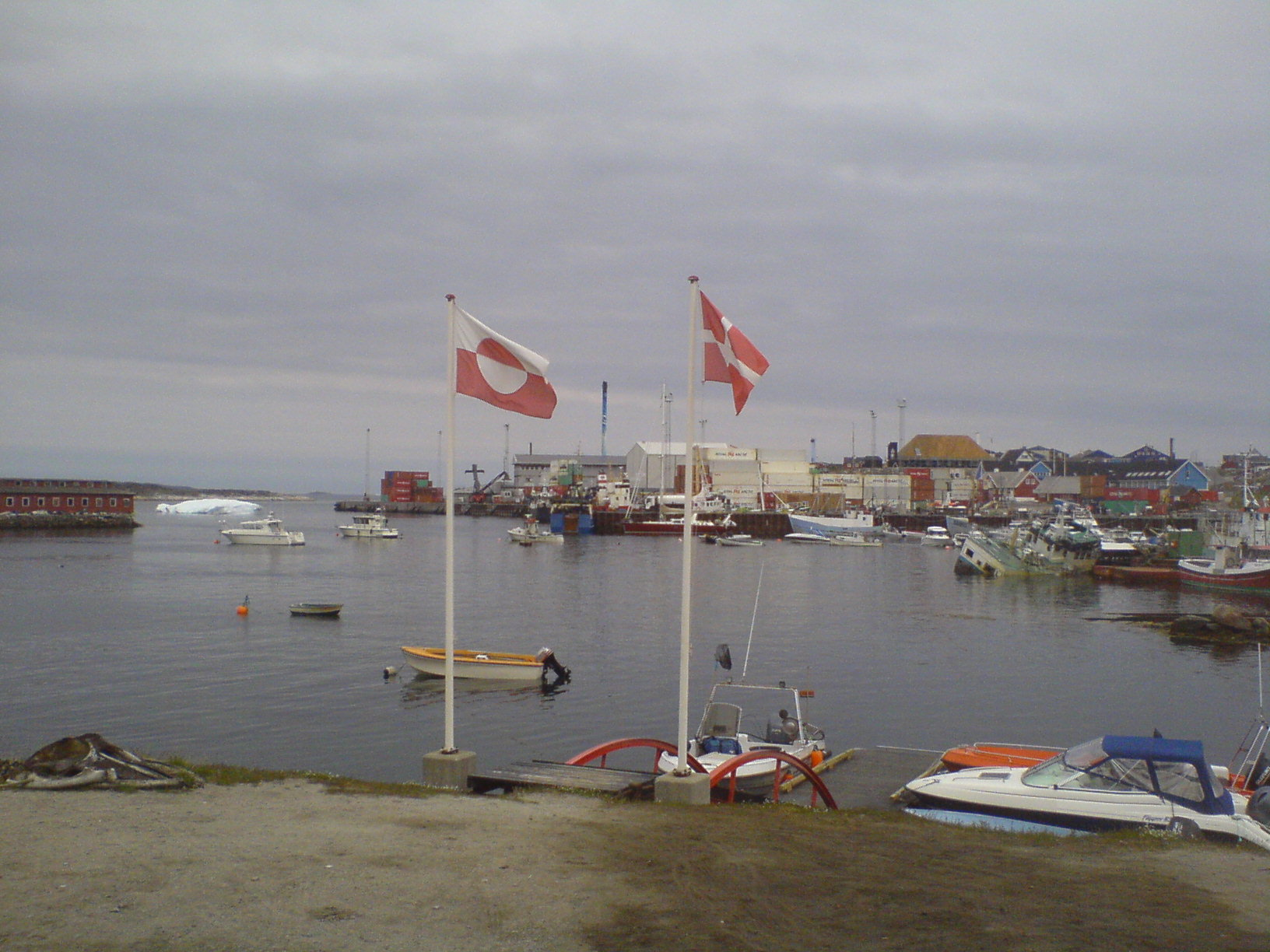
O porto de pesca
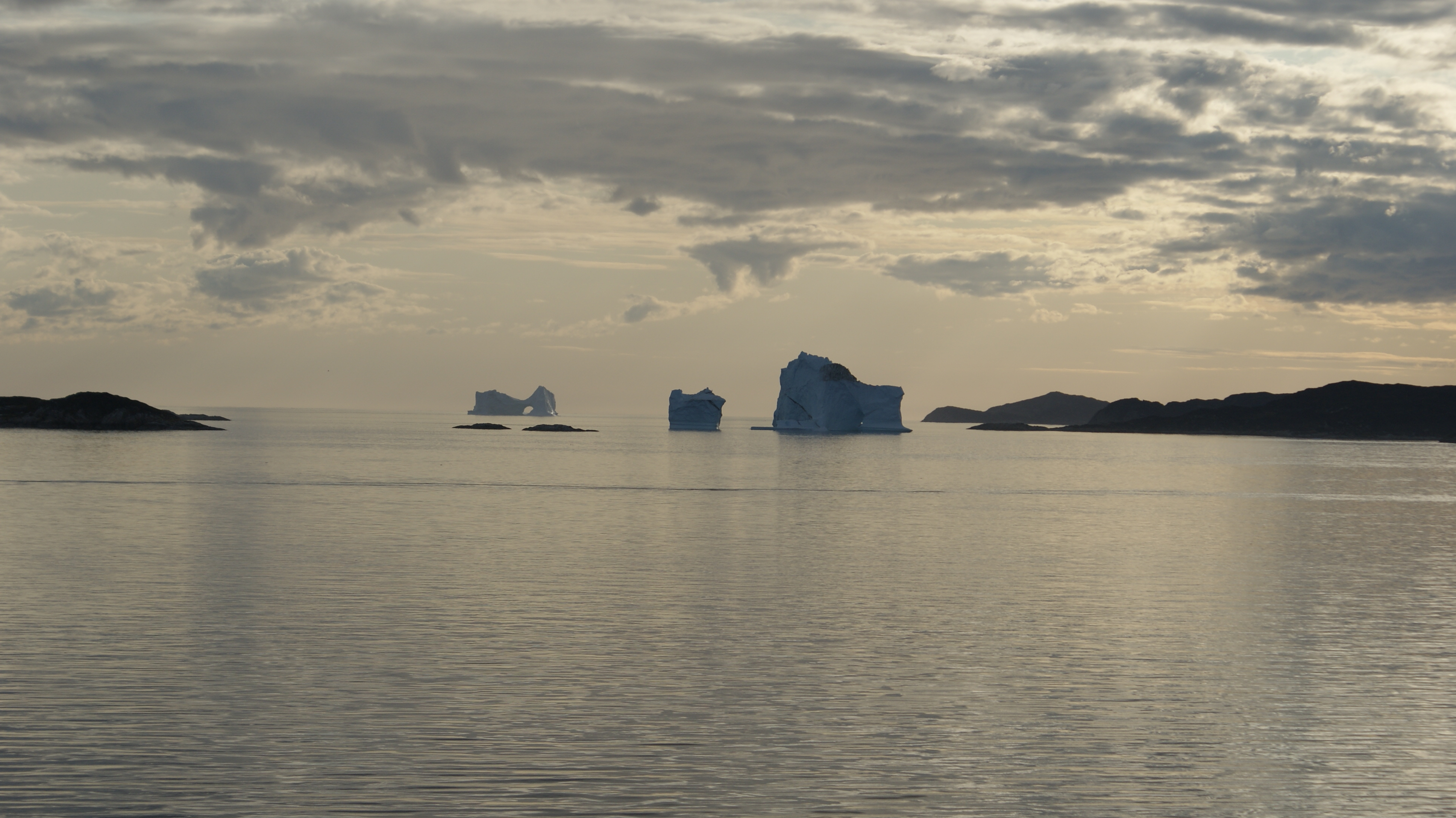
Icebergues ao largo da cidade
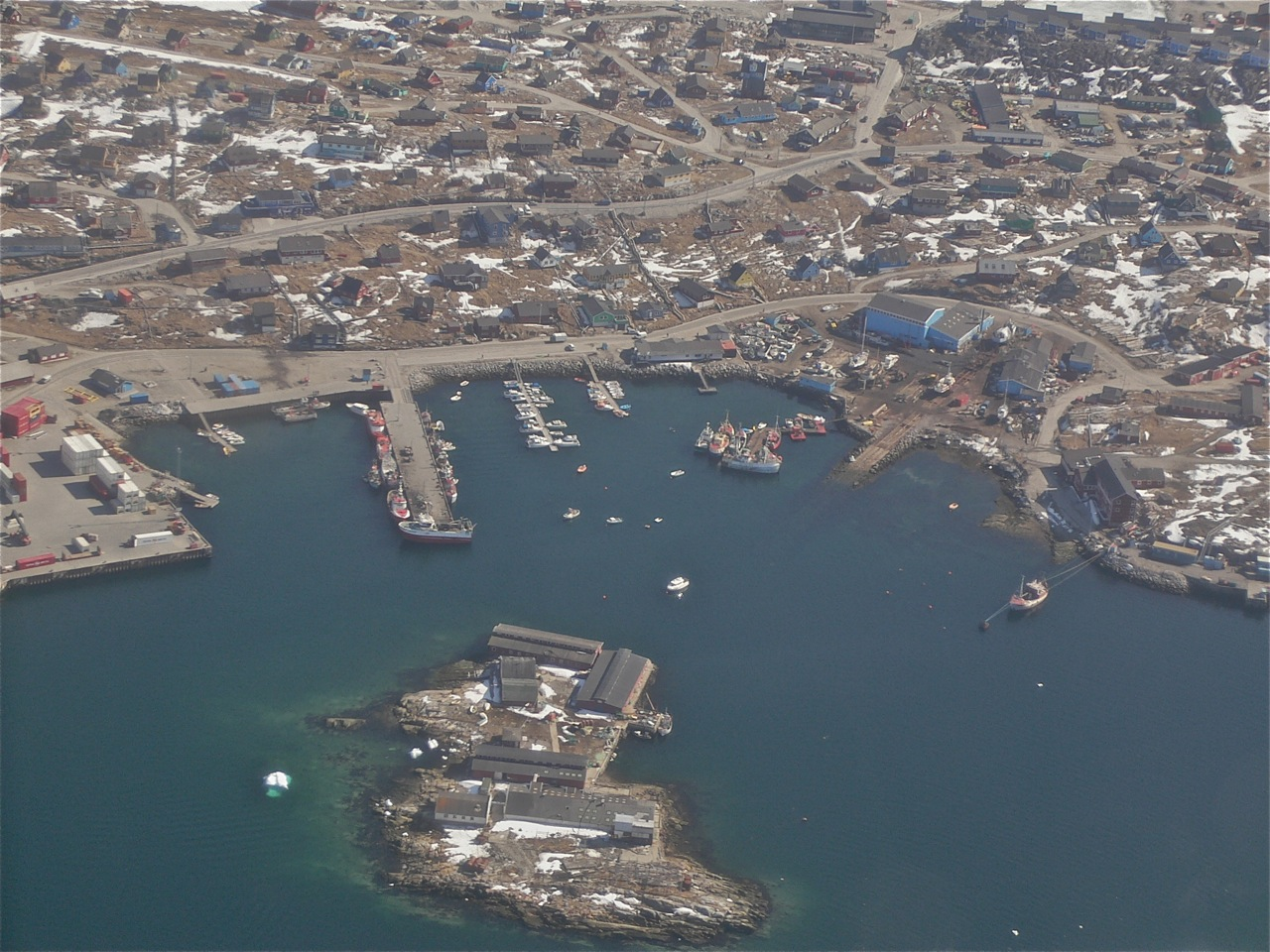
Vista panorâmica de Aasiaat
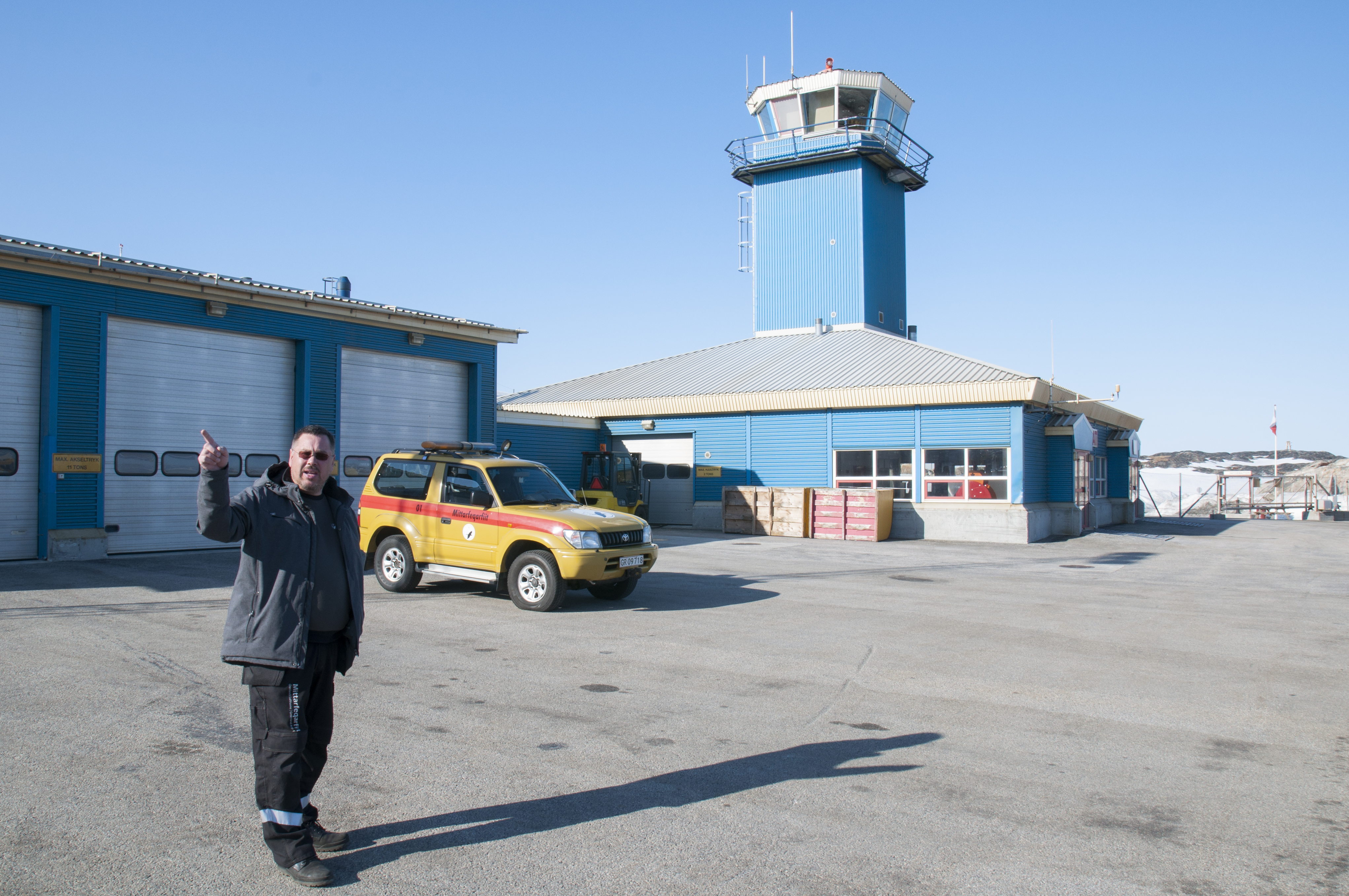
O aeroporto de Aasiaat